# Sugág
Sugág (románul: Șugag) falu Romániában, Erdélyben, Fehér megyében.

## Fekvése
A Kudzsiri-havasokban, Szászsebestől délre, Szelistyétől délnyugatra fekvő település.

## Története
A falut 1750-ben említette először oklevél Schugag néven. 1805-ben, majd 1913-ban Sugág néven írták. A trianoni békeszerződés előtt Szeben vármegye Szászsebesi járásához tartozott.
1910-ben 2210 lakosából 2205 fő román, 4 magyar volt. A népességből 2202 fő görögkeleti ortodox volt.
Sugági származású volt John DeLorean apja, Zaharie. John DeLorean tervezte többek között a DeLorean DMC–12 autót, ami a legendás Vissza a jövőbe című filmben szerepelt.
A 2002-es népszámláláskor 1279 lakosa közül 1265 fő (98,9%) román, 12 (0,9%) magyar és 2 (0,2%) német volt.